# ブロイラーは赤いほっぺ
『ブロイラーは赤いほっぺ』（ブロイラーはあかいほっぺ）は、1988年に河出書房新社より刊行された山上たつひこ原作の小説。実際は「地図の向こうは」「ブロイラーは赤いほっぺ」の2部構成になっている。

## 地図の向こうはの概要
山上が日本各地で体験した出来事に心情をからめてつづったエッセイである。各とびらに掲載されている漫画には、がきデカのこまわり君と西城君らしき人物が描かれている。

## ブロイラーは赤いほっぺの概要
架空の都市である後翅町（こうしちょう）を舞台に、地元特産の後翅地鶏が引き起こした大騒動を書いた小説である。
あとがきによると、漫画と同じように物語を書き終えたとある。しかし漫画と違って小説は、ヒロインとなる彼女がいかに美しく魅力的であるかをくどくどと書きつらねねばならず、それゆえ陳腐なものになり結局書かなかったりしたといった苦労があったらしい。また、戦闘場面も漫画なら何ページ描いても退屈しないが、文章で表現すると次第に飽きてくることがわかったそうである。